# Aşağısevindikli, Muratlı
Aşağısevindikli là một xã thuộc huyện Muratlı, tỉnh Tekirdağ, Thổ Nhĩ Kỳ. Dân số thời điểm năm 2011 là 1.274 người.